# John B. Allen
John B. Allen (Crawfordsville, 1845. május 18. – Seattle, 1903. január 28.) az Amerikai Egyesült Államok szenátora (Washington, 1889–1893 és 1893).